# Добрицою, Елена
Елена Добрицою (рум. Elena Dobrițoiu; род. 29 августа 1957, Бухарест), в девичестве Раду (рум. Radu) — румынская гребчиха, выступавшая за сборную Румынии по академической гребле в конце 1970-х годов. Бронзовая призёрка летних Олимпийских игр в Москве, победительница и призёрка регат национального значения.

## Биография
Елена Добрицою родилась 29 августа 1957 года в Бухаресте, Румыния.
Дебютировала на взрослом международном уровне в сезоне 1979 года, когда вошла в основной состав румынской национальной сборной и выступила на чемпионате мира в Бледе, где заняла четвёртое место в зачёте распашных рулевых восьмёрок.
Благодаря череде удачных выступлений удостоилась права защищать честь страны на летних Олимпийских играх в Москве. В составе экипажа, куда также вошли гребчихи Анджелика Апостяну, Марлена Предеску-Загони, Родика Фрынту, Флорика Букур, Родика Пушкату, Ана Ильюцэ, Мария Константинеску и Елена Бондар, показала третий результат в программе распашных рулевых восьмёрок, пропустив вперёд экипажи из Восточной Германии и Советского Союза, пришедшие к финишу первым и вторым соответственно — тем самым завоевала бронзовую олимпийскую медаль. При всём при том, на этих Играх из-за политического бойкота отсутствовали некоторые сильные представители западных стран, как то США, Канада, Нидерланды, и в связи с этим общая конкуренция была меньшей.
После московской Олимпиады Добрицою больше не показывала сколько-нибудь значимых результатов в академической гребле на международной арене.